# Bob Houghton
Robert Douglas Houghton, conosciuto come Bob Houghton o Bobby Houghton (13 ottobre 1947), è un allenatore di calcio ed ex calciatore inglese.
È principalmente noto, assieme a Roy Hodgson, per aver rivoluzionato i moduli di gioco del calcio in Svezia grazie al modulo 4-4-2 basato sul pressing.

## Carriera
Dopo una breve carriera da calciatore professionista nel Fulham e nel Brighton, nel 1970 Houghton iniziò la sua carriera di allenatore (affiancandola a quella di giocatore) nella squadra dilettantistica dello Hastings United, divenendo l'allenatore più giovane ad aver allenato una squadra inglese. Nel 1971 Houghton passò ad allenare il Maidstone United, mentre l'anno successivo fu assunto come vice allenatore di Bobby Robson nell'Ipswich Town.
Nel 1974 Houghton fu ingaggiato come tecnico del Malmö FF che, con il suo modulo di gioco allora inedito per la Svezia, condusse alla conquista di tre campionati e tre Coppe di Svezia. Con Houghton in panchina la squadra guadagnò inoltre una certa fama a livello internazionale raggiungendo la finale di Coppa dei Campioni nel 1979 (persa contro il Nottingham Forest) e giungendo seconda in Coppa Intercontinentale (il Malmö aveva giocato la partita a causa della rinuncia del Nottingham Forest).
Nel 1980, dopo una breve esperienza in Grecia con l'Ethnikos Pireo, Houghton tornò in Inghilterra sulla panchina del Bristol City, da cui si dimise nel 1982 dopo una sconfitta contro il Wimbledon FC. Passato al Toronto Blizzard, con cui raggiunse la finale nel 1984
 (ultima edizione della NASL), Houghton allenò per due anni la squadra saudita dell'Al-Ittihad (con cui vinse una coppa di Lega nel 1986) per poi tornare, nel 1987, in Svezia, sulla panchina dell'Örgryte.
Negli anni novanta Houghton, dopo aver allenato per una seconda volta il Malmö FF e l'Al-Ittihad, ebbe delle brevi esperienze sulla panchina dello Zurigo e del Colorado Rapids per poi passare, a partire dal 1997, ad allenare squadre nazionali, esordendo come commissario tecnico della nazionale cinese. Dopo aver mancato la qualificazione al mondiale del 1998, Houghton lasciò l'incarico.
Dopo aver ricoperto alcuni incarichi dirigenziali per diverse squadre cinesi, nel 2005 Houghton riprese la carriera di commissario tecnico dapprima sulla panchina della nazionale uzbeka, quindi, dal 2006 fino al 2011, su quella della nazionale indiana, contribuendo ad un miglioramento nei risultati e nelle prestazioni della squadra.

## Palmarès

### Allenatore
- Campionato svedese: 3

Malmö: 1974, 1975, 1977
- Coppa di Svezia: 3

Malmö: 1974-1975, 1977-1978, 1979-1980
- Coppa di Lega saudita: 1

Al Ittihad: 1986